# Joe Bouchard
Joseph Bouchard, detto Joe (Watertown, 9 novembre 1948), è un bassista statunitense.
È noto per essere stato il bassista della hard rock band Blue Öyster Cult dal 1970 fino al 1986. Suo  fratello Albert è stato per molti anni il batterista dello stesso gruppo.

## Discografia

### Con i Blue Öyster Cult

#### Album registrati in studio
- 1972 - "Blue Öyster Cult"
- 1973 - "Tyranny and Mutation"
- 1974 - "Secret Treaties"
- 1976 - "Agents of Fortune"
- 1977 - "Spectres"
- 1979 - "Mirrors"
- 1980 - "Cultösaurus Erectus"
- 1981 - "Fire of Unknown Origin"
- 1983 - "The Revölution by Night"
- 1986 - "Club Ninja"

#### Album live
- 1975 - "On Your Feet or on Your Knees"
- 1978 - "Some Enchanted Evening"
- 1982 - "Extraterrestrial Live"

### Con gli X Brothers
- 1999 - "Solid Citizens"

### Come Bouchard, Dunaway & Smith
- 2001 - "Back From Hell"
- 2003 - "Live in Paris"